# Magyar Nemzeti Levéltár Bács-Kiskun Vármegyei Levéltára
A Magyar Nemzeti Levéltár Bács-Kiskun Vármegyei Levéltára (2012−2022 között Magyar Nemzeti Levéltár Bács-Kiskun Megyei Levéltára, korábban Bács-Kiskun Megyei Önkormányzat Levéltára) a Magyar Nemzeti Levéltár Bács-Kiskun vármegyei tagintézménye. Állami fenntartású nyilvános levéltár, melynek központja Kecskeméten található, további részlegei működnek Kiskunfélegyházán, Kiskunhalason, Baján is. Az intézmény tudományos, szolgáltató és közművelődési feladatokat egyaránt ellát.

## Története
1950. február 1-jén alakult meg, párhuzamosan Bács-Kiskun megyével. Kezdetben Bács-Kiskun Megye Levéltára néven a kecskeméti városházában működött. A levéltárak államosítása után egyesült Kecskemét Város Levéltárával, és Bács-Kiskun Megyei Közlevéltár, 1952-től Kecskeméti Állami Levéltár nevet viselte. 1968-tól Bács-Kiskun Megyei Levéltár, 1992-től 2011-ig Bács-Kiskun Megyei Önkormányzat Levéltára néven működött. 2012 októbere óta a Magyar Nemzeti Levéltár megyei illetőségű szervezeti egysége, mai nevén 2023 januárja óta működik.
A városházi raktárak hamar megteltek, ezért 1964-ben a Klapka u. 13-15. szám alatti volt Füszért-raktár épületét kapta meg az intézmény. Ezt az épületet 1993-ban lebontották, helyére 1995-re épült fel a levéltár Klapka utcai csoportjának ma is helyet adó, Kecskemét utcaképéhez illeszkedő modern épület. Az építkezés idején az Izsáki úti Erzsébet laktanya adott otthont a Klapka utcai csoportnak. Az új épületet 1995. július 12-én adták át.

## Részlegek
A levéltár több városban, több épületben működik.
- Kecskemét, Kossuth téri csoport (Kossuth u. 1., a városháza épületében). Itt kezelik és gyűjtik a megyei községek, városok levéltárait, valamint az 1945-től működött szervek, közüzemek, gazdasági szervek, ipartestületek, jogszolgáltatási szervek, megszűnt egyházi szervek, családok, személyek iratait.
- Kecskemét, Klapka utcai csoport (Klapka u. 13-15.). A Klapka utcai csoport gyűjtőkörébe eső területeken kívül a vármegye egész területére nézve az önkormányzati szervek, közüzemek, ipartestületek, jogszolgáltatási szervek, anyakönyvek, megszűnt egyházi szervek, családok, személyek, valamint Kecskemét, Dunapataj, Kunszentmiklós, Szabadszállás városok 1944-ig keletkezett iratok kezelésének helye.
- Kiskunfélegyházi Részleg (Kossuth u. 1., a városháza épületében). 1953 óta működik, a városi levéltár jogutódjaként. A város és az egykori kiskunfélegyházi járás területén keletkezett iratok kezelésének helye.
- Kiskunhalasi Részleg. A Kiskunhalas területén keletkezett iratok kezelésének helye.
- Bajai Részleg. A Baja város területén keletkezett iratok kezelésének helye.

## Külső hivatkozások
- A Bács-Kiskun Megyei Levéltár honlapja